# Darren Hicks
 (juillet 2025).
Si vous disposez d'ouvrages ou d'articles de référence ou si vous connaissez des sites web de qualité traitant du thème abordé ici, merci de compléter l'article en donnant les références utiles à sa vérifiabilité et en les liant à la section « Notes et références ».
Darren Hicks, né le 23 décembre 1984, est un coureur cycliste handisport australien.
Sa jambe droite a été amputée au-dessus du genou à la suite d'un accident de la route en 2014.

## Parcours sportif
Il a remporté la médaille de bronze du contre-la-montre masculin C3 et a terminé 5e de la course sur route masculine C3 aux Championnats du monde de paracyclisme sur route UCI 2022 à Baie-Comeau.
Aux Championnats du monde de paracyclisme sur piste UCI 2022 à Saint-Quentin-en-Yvelines, en France, il a remporté la médaille d'argent du scratch masculin C2.
Aux Jeux paralympiques de Paris en 2024, il remporte la médaille de bronze du contre-la-montre sur route hommes C2, termine cinquième de la poursuite individuelle hommes C2 et treizième de la course sur route hommes C1-3.